# Fedexia
Fedexia é um gênero de anfíbio fóssil da ordem Temnospondyli. Seus restos fósseis de 300 milhões de anos do período Permiano foram encontrados em Pittsburg, Pensilvânia. Fedexia striegeli é a única espécie descrita para o gênero, que foi nomeado em homenagem a FedEx, proprietária das terras onde o holótipo foi encontrado.